# Priscila Faria de Oliviera
Priscila Faria De Oliveira, detta Pribolinha (San Paolo, 10 marzo 1982), è una calciatrice brasiliana del GS Pero, di ruolo ala/pivot, per anni in rosa nella nazionale brasiliana, con la quale ha conquistato il terzo posto nel mondiale degli Stati Uniti d'America 1999 e il quinto posto nel mondiale degli Stati Uniti d'America 2003.
Giocatrice della nazionale brasiliana calcio a 5 con la quale si è aggiudicata il primo posto nella Copa América femenina del 2007.
Considerata da Futsal Awards nella stagione 2005/2006 la miglior giocatrice del mondo di calcio a 5.

## Carriera
Esordi in Brasile
Nata a San Paolo (Brasile), Priscila scopre la sua passione ed il suo talento giocando per strada con i ragazzi del quartiere fino a quando, all'età di 11 anni, inizia la sua avventura nel futsal: viene infatti scoperta dall'Associacao Sabesp, una squadra paulista.
All'età di 15 anni inizia a giocare a calcio a 11. Viene notata da una squadra della massima serie brasiliana (Portuguesa), a cui si aggrega in attesa del compimento dei 16 anni necessari per il debutto.
Nel 1999, a soli 17 anni, disputa il suo primo campionato Mondiale femminile di calcio negli Stati Uniti, conquistando una medaglia di bronzo con la sua nazionale.
Esperienza in Russia
All'età di 20 anni riceve un'offerta da una squadra di futsal in Russia (Aurora di San Pietroburgo). È la prima calciatrice di futsal brasiliana ad andare a giocare all'estero. In Russia, vince il campionato nazionale. Nello stesso anno, disputa il suo secondo campionato mondiale di calcio a 11 (Stati Uniti, 2003). Il mondiale si conclude ai quarti di finale, dove il Brasile viene eliminato dalla Svezia. Terminato il mondiale, rientra in Russia dove disputa una stagione con la squadra Rossijanka, squadra della massima divisione di calcio a 11, con cui vince la massima serie.
Rientro in Brasile
Dopo due stagioni disputate in Russia, rientra in Brasile per giocare nella sua prima squadra di futsal, l'Associacao Sabesp. Al termine della stagione viene convocata per disputare il primo campionato Sudamericajp di futsal nel 2005. Con la maglia della nazionale di futsal vince l'oro nella competizione internazionale. La stagione successiva viene nominata come "la migliore giocatrice di futsal al mondo".
Nel 2007, la rottura del tendine di Achille la costringe a fermarsi per una stagione e a non poter rispondere alla convocazione della nazionale di futsal brasiliana per il Campionato sudamericano.
Il rientro dall'infortunio avviene con la maglia del Corinthians, con cui disputa il massimo campionato di calcio a 11.
L'Europa: Spagna e poi Italia